# Unteroffizier
Unteroffizier é uma patente militar na Bundeswehr e em antigas forças armadas alemãs. O equivalente desta patente, nas Forças Armadas Portuguesas, são as patentes de Segundo-furriel e Furriel. 
Unteroffizier, que significa "suboficial" ou "oficial subordinado", é também um termo geral usado para se referir a oficiais não comissionados desde o século XVII, na Alemanha. Actualmente o termo continua a ser usado na Alemanha e na Suíça.